# Stiehr und Mockers (Orgelbauer)
Die Familien Stiehr und Mockers waren bedeutende Orgelbauer im Elsass (Frankreich). Ihre Werkstatt bestand über vier Generationen von etwa 1780 bis 1926 in Seltz. Es sind mehr als 250 Orgelneubauten der Familie belegt.

## Geschichte
Der Begründer der Orgelbauerfamilie Michael Stiehr (1750–1829) stammte aus Kürnach in der Nähe von Würzburg und ließ sich 1777 in Seltz nieder. Er war in erster Ehe mit Elisabeth Lang († 1824) verheiratet. Aus dieser Ehe ging als drittes Kind
- Joseph Stiehr (1792–1867) hervor, dessen Söhne ebenfalls Orgelbauer wurden:
  - Marc Stiehr (1826–nach 1878) wanderte nach Chile aus;
  - Léon Stiehr (1840–1891) blieb in der Familienwerkstatt in Seltz;
  - Edouard Stiehr (1842–1879) blieb in der Familienwerkstatt in Seltz;
  - Louis Joseph Stiehr (1853–1936) arbeitete bei Cavaillé-Coll, später bei Blési in Nancy, dann bei Jacquot-Jeanpierre in Rambervillers und verkaufte schließlich Klaviere.

- Xavery Mockers (1780–1861) war ab 1804 Mitarbeiter bei Michael Stiehr und heiratete 1807 dessen älteste Tochter, Maria Juliana Stiehr (1788–1852). Zwei ihrer Söhne wurden ebenfalls Orgelbauer:
  - François Joseph Mockers (1815–1833)
  - Felix Mockers (1818–1881), dessen beiden Söhne wiederum die Werkstatt weiterführten:
    - Joseph Mockers (1849–1883);
    - Louis Mockers (1859–1926). Mit ihm endete 1926 der Orgelbau.

- Ferdinand Stiehr (1803–1872) ging als drittes Kind aus Michaels Ehe mit Juliana von Hatten hervor. Zwei seiner Kinder wurden ebenfalls Orgelbauer:
  - Louis Stiehr (1835–1856)
  - Théodore Stiehr (1848–1925) arbeitete bis 1896 als Orgelbauer.
- Xavier Stiehr (1806–1873) war das vierte Kind aus Michaels Ehe mit Juliana von Hatten. Ihm folgte
  - Auguste Stiehr (1837–1887).

Der Familienbetrieb arbeitete bis um 1860 gemeinsam. Danach trennten sich Ferdinand und Xavier als Gebrüder Stiehr bzw. Stiehr Frères vom väterlichen Betrieb ab. Diese zweite Werkstatt wurde bis 1896 von Auguste und Théodore Stiehr weitergeführt. Das Stammhaus Stiehr-Mockers bestand unter Léon Stiehr und schließlich unter Louis Mockers in der vierten Generation bis 1926.
Ihr Wirkungsbereich war fast ausschließlich das Unterelsass. In das Oberelsass wurden etwa 15 Instrumente geliefert, wenige Instrumente in die Pfalz, nur eine nach Lothringen, keine in das übrige Frankreich, keine nach Baden, keine in das Saarland.

## Baustil
Michael Stiehr übernahm die elsässische Tradition von Johann Andreas Silbermann, bei zweimanualigen Orgeln mit Hauptwerk, Rückpositiv und Pedal. In größeren Orgeln findet sich ein Echo mit halber Klaviatur. Er baute hängende Trakturen, der Abstand zwischen Haupt- und Rückpositivgehäuse beträgt etwa 1,20 m. An Koppeln gibt es nur eine Manualschiebekoppel, aber keine Pedalkoppel.
Der Registerfundus entspricht der Tradition: Im Hauptwerk gibt es einen Prinzipalchor in 8′-, 4′- und 2′-Lage sowie eine Mixtur. Eine Cymbel wird nicht mehr gebaut. Hinzu kommen Bourdon 8′, Flöte 4′, Nazard, Terz, Cornet ab c1 und Trompete – manchmal mit Bass und Diskantteilung – gelegentlich auch Voix humaine. Auch das Rückpositiv ist mit Nazard und Terz ausgestattet und besitzt zudem ein Krummhorn (Cromorne). An neuen Registern gegenüber der Silbermann-Tradition treten Gamba 8′ und 4′, Salicional 8′ und 4′ und gelegentlich Flûte traversière 8′ hinzu. Die 4′-Flöten werden als Rohrflöte, Spitzflöte oder Nachthorn gebaut. Das hinterständige Pedalwerk besitzt oft nur 13 bis 18 Töne, ist aber häufiger mit Bombarde 16′ ausgestattet als bei Silbermann. Ein offenes 16′-Register findet sich zunächst kaum noch. In der Regel gibt es Subbass 16′, Flûte (Octavbass) 8′ und Trompete 8′.
Nach 1830 verschwinden die Terzen und die Mixtur im Rückpositiv. Immer öfter wird das Krummhorn um Basson-Hautbois ergänzt oder ganz ersetzt. Neu hinzu kommen Gemshorn (Cor de Chamois) 8′ und Flûte pointue 4′. Ein Clairon 4′ kommt wieder in Mode. Die Teilung in Bass und Diskant entfällt immer öfter. Das Pedalwerk wird um Violoncelle 8′ ergänzt und erhält in größeren Orgeln 25 Tasten.
Ab 1840 tauchen offene Hohlflöten (Flûte majeure) 8′ aus Holz auf, die Flûte traversière wandert dann ins Rückpositiv. Gelegentlich wird das Rückpositiv als Oberwerk ausgeführt. Im Pedal wird manchmal zusätzlich Violonbass 16′ disponiert.
1848 wurde in Bischoffsheim das erste Schwellwerk von Stiehr gebaut – nur zehn Jahre nach Aristide Cavaillé-Coll. Das Salicional des Nebenmanuals heißt von nun an Jeu céleste, ist aber nicht schwebend. Die Bombarde wird nun Ophicléide, die Pedaltrompete Trombone genannt. Im Positiv taucht immer öfter Principal 8’ auf.
Nach Barr wird 1852 die größte Orgel aus dem Hause Stiehr mit drei Manualen und 43 Registern geliefert. Sie erhält zwei Manualkoppeln als Züge, aber immer noch keine Pedalkoppel. Nur versuchsweise werden in dieser Zeit durchschlagende Zungen gebaut, lieber hält man an der Voix humaine fest. Einführungstritte für Forte und Piano treten gelegentlich auf.
Um 1860 wird die erste Pedalkoppel gebaut. Dies wird aber nicht zum Standard. Die meisten Orgeln erhalten jetzt ein Oberwerk oder Schwellwerk. Dessen Jalousien können nicht stufenlos verstellt werden, sondern werden über einen Fußhaken entweder ganz geöffnet oder ganz geschlossen.
Auch nach 1870 hielt man an der Tradition fest: Schleifladen, wenn immer möglich Rückpositiv mit 2′ und im Hauptwerk Mixtur, Cornet ab c1 und Trompete, im Pedal 18 Töne, keine Pedalkoppel, dazu eingebauter Spielschrank mit hängender Traktur.
1878 wurde die letzte Orgel mit Rückpositiv geliefert, 1883 gab es in Zilling den ersten freistehenden Spieltisch. Erst nach 1890 verschwanden Cornet und 2′. Die Kegellade wurde nie eingeführt, auf Pneumatik wird gänzlich verzichtet: die Orgeln blieben mechanisch.
1897 wurde die letzte Orgel ausgeliefert. Louis Mockers hielt sich mit Reparaturen und Wartungen noch fast 30 Jahre über Wasser und betrieb zusätzlich Landwirtschaft.

## Werke der Familien Stiehr und Mockers (Auswahl)
Das Verzeichnis der Werke von Michael Stiehr siehe hier.
In der fünften Spalte bezeichnet die römische Zahl die Anzahl der Manuale, ein großes „P“ ein selbstständiges Pedal und die arabische Zahl in der vorletzten Spalte die Anzahl der klingenden Register. Die letzte Spalte führt Besonderheiten und weiterführende Weblinks links.
| Jahr | Ort                    | Gebäude                    | Bild | Manuale                | Register          | Bemerkungen |
| ---- | ---------------------- | -------------------------- | ---- | ---------------------- | ----------------- | --- |
| 1835 | Willgottheim           | St-Maurice                 |      | I/P                    | 16                | Seitenspielig, fast vollständig erhalten, unter Denkmalschutz.                                                                 |
| 1835 | Dettwiller             | St-Jacques                 |      | II/P                   | 24                | Mit Sifflet 1’ im Hauptwerk, fast vollständig erhalten, unter Denkmalschutz.                                                   |
| 1835 | Dinsheim-sur-Bruche    | Sts-Simon-et-Jude          |      | II/P                   | 25                | Nach einem Brand von Koenig rekonstruiert.                                                                                     |
| 1837 | Seltz                  | St-Étienne                 |      | III/P                  | 39                | nicht erhalten |
| 1837 | Nordheim               | St-Paul                    |      | II/P                   | 22                | Erhalten. |
| 1841 | Hochfelden             | Sts-Pierre-et-Paul         |      | II/P                   | 26                | Vollständig erhalten, unter Denkmalschutz.                                                                                     |
| 1842 | Kandel                 | Protestantische Kirche     |      | II/P                   | 32                | Erstes neogotisches Gehäuse. 2020 durch Yves Koenig restauriert, erhalten.                                                     |
| 1843 | Romanswiller           | Église protestante         |      | II/P                   | 21                | Verändert erhalten. |
| 1845 | Wingen                 | St-Barthélémy              |      | II/P                   | 27                | Verändert erhalten, unter Denkmalschutz.                                                                                       |
| 1847 | Langensoultzbach       | Église protestante         |      | II/P                   | 27                | Erhalten, unter Denkmalschutz.                                                                                                 |
| 1848 | Hoerdt                 | Église protestante         |      | II/P                   | 31                | Sehr gut erhalten, unter Denkmalschutz.                                                                                        |
| 1848 | Bischoffsheim          | Ste-Aurélie                |      | III/P                  | 37                | Von Koenig restauriert, unter Denkmalschutz.                                                                                   |
| 1849 | Soufflenheim           | St-Michel                  |      | II/P                   | 31                | Stark verändert. Die heutige Orgel von Gaston Kern orientiert sich am Stil von Stiehr.                                         |
| 1850 | Kirchheim              | Ste-Trinité                |      | II/P                   | 21                | 2006 von Guerrier restauriert.                                                                                                 |
| 1850 | Neuwiller-lès-Saverne  | St-Adelphe                 |      | II/P                   | 26                | 1985 von Gaston Kern restauriert, unter Denkmalschutz.                                                                         |
| 1852 | Barr                   | Église protestante         |      | III/P                  | 43                | Erhalten, unter Denkmalschutz.                                                                                                 |
| 1852 | Orschwiller            | St-Maurice                 |      | II/P                   | 24                | Erhalten, unter Denkmalschutz.                                                                                                 |
| 1853 | Riquewihr              | Ste-Marguerite prot.       |      | III/P                  | 35                | In einem Gehäuse von Christian Langes (1783), von Muhleisen restauriert, unter Denkmalschutz.                                  |
| 1853 | Riedisheim             | St-Afre                    |      | II/P                   | 27                | Geringfügig verändert erhalten, unter Denkmalschutz.                                                                           |
| 1857 | Gunstett               | St-Michel                  |      | II/P                   | 25                | Wenig verändert erhalten. |
| 1857 | Obermodern             | Église protestante         |      | II/P                   | 28                | Wenig verändert erhalten. |
| 1853 | Helfrantzkirch         | St-Barthélémy              |      | II/P                   | 28                | Sehr gut erhalten, von Alfred Kern restauriert, unter Denkmalschutz.                                                           |
| 1859 | Wisches                | St-Michel                  |      | II/P                   | 30                | 1873 um ein Schwellwerk von Théodore Jaquot erweitert, ansonsten gut erhalten, unter Denkmalschutz.                            |
| 1860 | Rosheim                | St-Étienne                 |      | III/P                  | 42                | 1926 von Rinckenbach umgebaut, unter Denkmalschutz.                                                                            |
| 1861 | Schillersdorf          | Église protestante         |      | II/P                   | 28                | Verändert erhalten. |
| 1863 | Waldolwisheim          | St-Pancrace                |      | II/P                   | 23                | Im Gehäuse von Andreas Silbermann aus Rosheim, verändert erhalten.                                                             |
| 1865 | Urmatt                 | Ste-Croix                  |      | II/P                   | 23                | Mit Oberwerk, verändert erhalten.                                                                                              |
| 1865 | Grendelbruch           | Sts-Philippe-et-Jacques    |      | II/P                   | 27                | Mit Schwellwerk, verändert erhalten.                                                                                           |
| 1865 | Avolsheim              | St-Materne                 |      | I/P                    | 13                | Ursprünglich für die Kirche Dompeter bei Molsheim gefertigt wurde die Orgel 1911 in die neue Pfarrkirche St-Materne umgesetzt. |
| 1866 | La Robertsau           | Église protestante         |      | II/P                   | 26                | Mit Schwellwerk, wenig verändert erhalten, unter Denkmalschutz.                                                                |
| 1866 | Illkirch-Grafenstaden  | St-Symphorien              |      | II/P, seit 1975: III/P | 33, seit 1975: 41 | Mit Schwellwerk, 1975 um ein Rückpositiv von Gaston Kern erweitert, ansonsten erhalten.                                        |
| 1867 | Beblenheim             | Église protestante         |      | II/P                   | 20                | Mit Innenpositiv, von Antoine Bois restauriert.                                                                                |
| 1867 | Bischwiller            | Église protestante         |      | III/P                  | 35                | Umbau und Erweiterung der Orgel von Andreas Silbermann, von Alfred Kern restauriert, unter Denkmalschutz.                      |
| 1869 | Ottersthal             | Ste-Marie-Auxiliatrice     |      | II/P                   | 24                | Fast unverändert erhalten. |
| 1869 | Heiligenberg           | St-Vincent                 |      | II/P                   | 25                | Mit Oberwerk und Voix humaine, 1906 durch einen Neubau ersetzt.                                                                |
| 1870 | Mollkirch              | St-Joseph                  |      | II/P                   | 21                | Mit Schwellwerk, von Muhleisen restauriert.                                                                                    |
| 1870 | Riedseltz              | St-Jacques-majeur          |      | II/P                   | 20                | Wenig verändert erhalten, unter Denkmalschutz.                                                                                 |
| 1871 | Nothalten              | St-Michel                  |      | II/P                   | 24                | Fast unverändert erhalten. |
| 1872 | Matzenheim             | St-Sigismond               |      | II/P                   | 22                | Mit Schwellwerk, verändert erhalten.                                                                                           |
| 1874 | Logelbach              | Bienheureuse Vierge Marie  |      | II/P                   | 19                | Mit Schwellwerk, verändert erhalten.                                                                                           |
| 1876 | Hersbach               | Imaculée Conception        |      | II/P                   | 18                | Mit Schwellwerk, fast unverändert erhalten, unter Denkmalschutz.                                                               |
| 1876 | Wickersheim-Wilshausen | Eglise protestante         |      | II/P                   | 19                | Mit Schwellwerk, verändert erhalten.                                                                                           |
| 1877 | Lampertheim            | Eglise protestante         |      | II/P                   | 25                | Wenig verändert erhalten. |
| 1877 | Leutenheim             | St-Barthélémy              |      | II/P                   | 24                | Mit Rückpositiv, von Alfred Kern restauriert, unter Denkmalschutz.                                                             |
| 1878 | Uhlwiller              | Sts-Pierre-et-Paul         |      | II/P                   | 26                | Die letzte Orgel mit Rückpositiv, fast unverändert erhalten.                                                                   |
| 1878 | Munchhausen            | St-Pantaléon               |      | II/P                   | 26                | Mit Schwellwerk, von Koenig restauriert.                                                                                       |
| 1882 | Muhlbach-sur-Bruche    | Notre-Dame-de-l‘Assumption |      | II/P                   | 19                | Ohne 2‘-Register, unverändert erhalten.                                                                                        |
| 1881 | Orschwihr              | St-Nicolas                 |      | II/P                   | 26                | Unverändert erhalten, unter Denkmalschutz.                                                                                     |
| 1886 | Barembach              | St-Georges                 |      | II/P                   | 25                | Bereits 1902 durch einen Neubau ersetzt.                                                                                       |
| 1894 | Schweighouse-sur-Moder | St-Jacques-Majeur          |      | II/P                   | 16                | Mit freistehendem Spieltisch, wenig verändert erhalten.                                                                        |
| 1897 | Westhouse              | St-Matthieu                |      | II/P                   | 21                | Mit freistehendem Spieltisch. Diese letzte Orgel von Stiehr blieb bis auf die Prospektpfeifen unverändert erhalten.            |